# 39. Turniej Czterech Skoczni
39. Turniej Czterech Skoczni był częścią Pucharu Świata w skokach narciarskich w sezonie 1990/1991. Rozgrywany był od 29 grudnia 1990 do 6 stycznia 1991.
Turniej wygrał  Jens Weißflog.

## Oberstdorf
Data: 29 grudnia 1990

Państwo:  Niemcy

Skocznia: Schattenbergschanze

### Wyniki konkursu
| Poz. | Imię i nazwisko   | Narodowość | Punkty |
| ---- | ----------------- | ---------- | ------ |
| 1.   | Jens Weißflog     | Niemcy     | 203,9  |
| 2.   | Andreas Felder    | Austria    | 202,0  |
| 3.   | Heinz Kuttin      | Austria    | 198,7  |
| 4.   | Christof Duffner  | Niemcy     | 197,7  |
| 5.   | Mikael Martinsson | Szwecja    | 195,5  |
| 6.   | Sylvain Freiholz  | Szwajcaria | 192,6  |
| 7.   | Staffan Tällberg  | Szwecja    | 187,3  |
| 8.   | Ernst Vettori     | Austria    | 181,8  |
| 9.   | Stefan Horngacher | Austria    | 181,2  |
| 10.  | Ari-Pekka Nikkola | Finlandia  | 180,6  |
| 10.  | Josef Heumann     | Niemcy     | 180,6  |

## Garmisch-Partenkirchen
Data: 1 stycznia 1991

Państwo:  Niemcy

Skocznia: Große Olympiaschanze

### Wyniki konkursu
| Poz. | Imię i nazwisko     | Narodowość | Punkty |
| ---- | ------------------- | ---------- | ------ |
| 1.   | Andreas Felder      | Austria    | 204,3  |
| 1.   | Jens Weißflog       | Niemcy     | 204,3  |
| 3.   | Stefan Horngacher   | Austria    | 186,5  |
| 4.   | Mikael Martinsson   | Szwecja    | 181,9  |
| 5.   | Christof Duffner    | Niemcy     | 180,5  |
| 6.   | Vesa Hakala         | Finlandia  | 180,2  |
| 7.   | Dieter Thoma        | Niemcy     | 178,3  |
| 8.   | Ernst Vettori       | Austria    | 174,6  |
| 9.   | Staffan Tällberg    | Szwecja    | 173,2  |
| 10.  | Andriej Wierwiejkin | ZSRR       | 168,3  |

## Innsbruck
Data: 4 stycznia 1991

Państwo:  Austria

Skocznia: Bergisel

### Wyniki konkursu
| Poz. | Imię i nazwisko   | Narodowość | Punkty |
| ---- | ----------------- | ---------- | ------ |
| 1.   | Ari-Pekka Nikkola | Finlandia  | 221,6  |
| 2.   | Jens Weißflog     | Niemcy     | 219,1  |
| 3.   | Dieter Thoma      | Niemcy     | 210,4  |
| 4.   | Ernst Vettori     | Austria    | 199,7  |
| 5.   | Andi Rauschmeier  | Austria    | 194,4  |
| 6.   | Stefan Horngacher | Austria    | 194,0  |
| 7.   | Franci Petek      | Jugosławia | 185,9  |
| 8.   | Mikael Martinsson | Szwecja    | 183,9  |
| 9.   | Stefan Zünd       | Szwajcaria | 181,4  |
| 10.  | Espen Bredesen    | Norwegia   | 176,4  |

## Bischofshofen
Data: 6 stycznia 1991

Państwo:  Austria

Skocznia: Paul-Ausserleitner-Schanze

### Wyniki konkursu
| Poz. | Imię i nazwisko      | Narodowość     | Punkty |
| ---- | -------------------- | -------------- | ------ |
| 1.   | Andreas Felder       | Austria        | 225,8  |
| 2.   | Ernst Vettori        | Austria        | 218,7  |
| 3.   | Ari-Pekka Nikkola    | Finlandia      | 216,7  |
| 4.   | Dieter Thoma         | Niemcy         | 215,0  |
| 5.   | Stefan Horngacher    | Austria        | 211,4  |
| 6.   | Franci Petek         | Jugosławia     | 210,9  |
| 7.   | Sylvain Freiholz     | Szwajcaria     | 210,8  |
| 8.   | Pavel Ploc           | Czechosłowacja | 201,4  |
| 9.   | Ole Gunnar Fidjestøl | Norwegia       | 193,7  |
| 10.  | Jens Weißflog        | Niemcy         | 192,4  |

## Klasyfikacja generalna
| Poz. | Skoczek           | Kraj       | Punkty |
| ---- | ----------------- | ---------- | ------ |
| 1.   | Jens Weißflog     | Niemcy     | 819,7  |
| 2.   | Andreas Felder    | Austria    | 805,6  |
| 3.   | Dieter Thoma      | Niemcy     | 779,6  |
| 4.   | Ernst Vettori     | Austria    | 774,8  |
| 5.   | Stefan Horngacher | Austria    | 773,1  |
| 6.   | Ari-Pekka Nikkola | Finlandia  | 772,7  |
| 7.   | Mikael Martinsson | Szwecja    | 751,9  |
| 8.   | Sylvain Freiholz  | Szwajcaria | 729,5  |
| 9.   | Vesa Hakala       | Finlandia  | 696,8  |
| 10.  | Risto Laakkonen   | Finlandia  | 676,7  |